# Conogonia hebetula
Conogonia hebetula är en insektsart som beskrevs av Gustav Breddin 1903. Conogonia hebetula ingår i släktet Conogonia och familjen dvärgstritar. Inga underarter finns listade i Catalogue of Life.